# Associazione Calcio Montichiari 2009-2010
Questa pagina raccoglie le informazioni riguardanti l'Associazione Calcio Montichiari nelle competizioni ufficiali della stagione 2009-2010, vincitore del Scudetto dilettanti.

## Risultati

### Serie D

#### Poule scudetto
| 30 maggio 2010 giornata 1 | Tritium | 0 – 0 | Montichiari |  |

| 13 giugno 2010 giornata 3 | Montichiari | 0 – 0 | Savona |  |

| 17 giugno 2010 Semifinali | Montichiari | 3 – 1 | Neapolis |  |

| Arbitri: | Raffaele Losito (Pesaro) Bonafede (Bologna) Corso (Carrara) |

|  |           |                              |
|  | Marcatori | 47’ (rig.), 52’, 65’ Ferrari |